# Barolong
De Barolong of Rolong zijn een Tswanastam in Zuid-Afrika en Botswana.

## Geschiedenis
De Barolong migreerde rond het jaar 1400 ten zuiden van het Grote Merengebied en vestigden zich oorspronkelijk in Beetsjoeanaland. Nadat begin 19e eeuw de Matabele onder leiding van koning Mzilikazi hun gebied veroverden vestigde het stamhoofd Moroka zich te Thaba Nchu in Transoranje. Toen de Voortrekkers hier in 1836 arriveerden werden ze met open armen ontvangen door Moroka. Thaba Nchu werd een belangrijke doorgangsplaats tijdens de Grote Trek en Moroka sloot een bondgenootschap met de Voortrekkers om tegen de Matabele te strijden, die met succes naar het noorden werden gedreven. De Barolong werden door de Voortrekkers beloond met een aanzienlijk deel van het buitgemaakte vee.
In 1850 riep Moroka zijn eigen onafhankelijkheid van de Oranjeriviersoevereiniteit uit. Hij steunde de Oranje Vrijstaat tijdens de Basotho-oorlogen en zijn territorium was toentertijd het enige onafhankelijke inheemse reservaat in de Vrijstaat. In 1880 werd het gebied alsnog geannexeerd toen de Vrijstaat in conflict kwam met zijn zoon en opvolger Sepinare. Dit gebied maakte ten tijde van de apartheid deel uit van de bantoestan Bophuthatswana.